# Anders Hernestam
Filip Anders Roel Hernestam, född 13 mars 1962 i Limhamn i Malmö, är en svensk trummis och slagverkare.  Han är medlem i gruppen Weeping Willows. 1986-1990 spelade han trummor i  Commando M Pigg. 1982–85 i Ståålfågel, 1980–86 i Dom dummaste, 1992–1997 med (Stefan Sundström och Apache), sedan 2002 trummor med Club Killers. Hernestam var också medlem och låtskrivare i Kärlekens jävla trälar.
Hernestam har medverkat på inspelningar med bland annat The Plan, Moneybrother, Johan Johansson, Lars Winnerbäck, Marty Willson-Piper (The Church), Niklas Frisk, A-Camp, Asha Ali, Joakim Thåström med flera.

## Filmmusik
- 1996 – Drömprinsen – filmen om Em
- 1999 – Tsatsiki, morsan och polisen